# 象山县
象山县是中國浙江省宁波市下辖的一个县，位于浙江省东部，东海之滨。区域总面积为1382.18平方公里，县人民政府驻丹东街道后堂街21号。
象山地处半岛，三面环海，西接宁海县，北与鄞州区、奉化区隔象山港相望；有中国水产城（石浦），影视城（新桥）；县府所在地（丹城）。
象山得名自县北的山脉「象山」。据《读史方舆纪要》卷92宁波府象山县：象山“在县治北，形如伏象，县以此名”。

## 地理
象山县主体为一半岛，境内山岭起伏，山地面积占71%，东搬山海拔810.8米，是境内最高峰，也是与宁海县的界山。平原以东部的南庄平原和西南的定山平原面积最大，分别被称为“上八万（亩）”和“下八万（亩）”。 

## 行政区划
下辖3街道、10镇、5乡，12个社区、43个居民区、713个行政村：
丹东街道、丹西街道、爵溪街道、石浦镇、西周镇、鹤浦镇、贤庠镇、墙头镇、泗洲头镇、定塘镇、涂茨镇、大徐镇、新桥镇、东陈乡、晓塘乡、黄避岙乡、茅洋乡和高塘岛乡。

## 人口
2020年末，根據第七次全国人口普查數據顯示：全县常住人口为567665人，十年共增加64386人，总人口性别比为102.82，与十年前的101.39比略有提高。平均每个家庭户的人口为2.2人，比第六次全国人口普查减少了0.36人，家庭户规模缩小。

## 历史
考古发现，早在6000年前，象山的先民就在这块土地上耕海牧渔，繁衍生息，孕育了灿烂的“塔山文化”。明初所建昌国卫城与爵溪、钱仓等千户所的抗倭设防遗址，以及明末张煌言屯兵抗清遗蹟等，给象山留下了宝贵的海防文化。千百年来，象山渔民与海相依，创造了具有深厚底蕴的渔文化。目前，全县有省级文物保护单位3个，市级文物保护单位34个，石浦镇为中国历史文化名镇。

## 经济
近年来，象山人民大力弘扬和实践“海纳百川、勇立潮头”的象山精神，经济社会持续快速健康发展，综合实力不断增强，已连续五年跻身全国综合实力百强县行列，2005年列63位。先后荣获全国双拥模范县、中国针织名城、中国水产食品加工基地、中国铸造模具之乡、中国梭子蟹之乡等称号，建筑之乡、海洋旅游、象山海鲜等已成为全县精美名片。拥有4家上市企业。2010年实现地区生产总值271.8亿元，城镇居民人均可支配收入29587元，农（渔）民人均纯收入12511元。经济产业特色鲜明，形成了具有较强竞争力的造船、针织、汽配、模具、水产食品等产业集群。

## 文化
活动：
- 中国开渔节

## 旅游
著名景点：
- 松兰山滨海旅游度假区
- 象山影视城
- 中国渔村
- 石浦渔港古城

## 教育
主要学校：
- 浙江省象山中学
- 浙江省象山县第三中学
- 浙江省象山县第二中学

## 特产
象山白鹅：中国地理标志产品。

## 外部资源
- 象山县人民政府
- 象山塔山遗址新发现
- 中国宁波网．象山支站[]